# Conservadorismo
O conservadorismo ou conservantismo é uma filosofia social que defende a preservação das instituições, costumes e valores sociais tradicionais no contexto da cultura e da civilização. O primeiro uso estabelecido do termo em um contexto político originou-se com François-René de Chateaubriand em 1818, durante o período de restauração de Bourbon que procurou reverter as políticas da Revolução Francesa. O termo, historicamente associado com a política de direita, desde então tem sido usado para descrever uma ampla gama de pontos de vista: diferentes grupos de conservadores podem escolher diferentes valores tradicionais para preservar.
Há dois tipos de conservadorismo: um, metafísico, e outro, empírico. O primeiro consiste na crença nas coisas sagradas e no desejo de defendê-las da profanação. Na sua manutenção empírica, o conservadorismo é um fenômeno mais especificamente moderno, uma reação às vastas mudanças desencadeadas pela Reforma Protestante e pelo Iluminismo. Por algumas definições, os conservadores procuraram preservar as instituições, incluindo a religião, a monarquia, os direitos de propriedade, e a hierarquia social, enfatizando a estabilidade e a continuidade.
Não há um único conjunto de políticas que sejam universalmente consideradas como conservadoras, porque o significado de conservadorismo depende do que é considerado tradicional em um determinado lugar e tempo, sendo dita tradição o produto do curso histórico dessa sociedade ("ensaio e erro"). Assim, conservadores de diferentes partes do mundo — cada um mantendo suas respectivas tradições — podem discordar em uma ampla gama de questões. Edmund Burke, um político do século XVIII que se opôs à Revolução Francesa, mas apoiou a Revolução Americana, é creditado como um dos principais teóricos do conservadorismo na Grã-Bretanha na década de 1790. De acordo com Quintin Hogg, Presidente do Partido Conservador britânico (Partido Conservador) em 1959, "o conservadorismo não é tanto uma filosofia mas uma atitude, uma força constante, desempenhando uma função intemporal no desenvolvimento de uma sociedade livre e correspondente a uma exigência profunda e permanente da própria natureza humana". Em contraste com a definição de conservadorismo baseada na tradição, teóricos políticos como Corey Robin definem o conservadorismo principalmente em termos de uma defesa geral da desigualdade social e econômica. Nessa perspectiva, o conservadorismo é menos uma tentativa de defender as instituições tradicionais e mais "uma meditação sobre — e uma interpretação teórica — da experiência sentida de ter poder, vê-lo ameaçado e tentar recuperá-lo."

## Origens
Embora os conservadores às vezes reivindiquem filósofos tão antigos quanto Aristóteles e Cícero como seus antepassados, o primeiro teórico político explicitamente conservador é geralmente considerado ser Edmund Burke. Em 1790, quando a Revolução Francesa ainda parecia prometer uma utopia sem sangue, Burke previu em sua obra Reflections on the Revolution in France — e não por sorte, mas por uma análise da rejeição da tradição e dos valores herdados — que a revolução decairia para terror e ditadura. Em seu desprezo racionalista pelo passado, ele acusou os revolucionários de estarem destruindo as instituições testadas pelo tempo sem nenhuma garantia de que poderiam substituí-las por algo melhor.
Para o conservador, as tradições são a base de qualquer atuação política e social, pois elas oferecem ao agente algo sobre o qual a sociedade pode operar, criticar e, consequentemente, mudar. Sendo assim, é preciso respeitar um princípio seguro de conservação e um princípio seguro de transmissão, sem excluir um princípio de melhoria.
Não acreditando na "bondade natural do Homem", os conservadores consideram que são os constrangimentos introduzidos pelos hábitos e tradições que permitem o funcionamento das sociedades, pelo que qualquer regime duradouro e estável só poderá funcionar se se assente nas tradições.
Portanto, de acordo com a visão conservadora, não faz sentido elaborar projetos universais de sociedade ideal — não só tal sociedade será inatingível (devido ao que acreditem ser a imperfeição intrínseca da natureza humana), como, devido a diferentes povos terem diferentes histórias e tradições, o modelo social mais adequado a um povo não será o mais apropriado a outro. Criticando os revolucionários franceses, Joseph de Maistre escreveu:
"A Constituição de 1795 (...) foi feita para o homem. Ora, não existe homem no mundo. Tenho visto na minha vida franceses, italianos, russos, etc., mas quanto ao homem declaro nunca o ter encontrado na minha vida"
Ou Metternich acerca da revolução napolitana:
"Um povo que não sabe ler nem escrever, cuja última palavra é o punhal — belo material para princípios constitucionais!… A constituição inglesa é a obra de séculos… Não há uma receita universal para constituições.").
Os conservadores consideram que o individualismo  e as promessas de liberdade irrestrita acabam por conduzir aos seus aparentes opostos, o estatismo e o totalitarismo. Para eles, a dissolução da sociedade realmente existente e das suas instituições tradicionais intermédias gera um vazio que abre caminho ao crescimento da máquina estatal; assim, os conservadores fazem a apologia desses corpos intermédios (família, Igreja, comunidade local, etc.), em oposição tanto ao individualismo como ao estatismo e ao colectivismo.
Há conservadores que se aproximam do tradicionalismo, por exemplo quando se opõem à representação política individualista, baseada no princípio “um homem, um voto”, baseando-se no reconhecimento exclusivo do Estado e do Indivíduo, e ignorando os corpos intermédios. Em alternativa ao sufrágio igualitário, direto e universal, os tradicionalistas têm lutado por sistemas de representação de grupos (e não dos indivíduos), defendendo representações não ideológicas, como a representação municipal ou sindical, o mesmo número de deputados por região (independentemente da população), etc.
Hoje em dia, os conservadores ingleses, não apenas ligados ao Partido Conservador do Reino Unido, tendem sobretudo a defender o que está, como a defesa dos lordes hereditários, e os conservadores americanos, sejam ou não ligados ao Partido Republicano dos Estados Unidos, já defendem o Colégio Eleitoral (em que o presidente é, formalmente, eleito pelos estados e não pelos indivíduos).

## Evolução e variantes nacionais
Dentro destes princípios gerais — defesa da tradição, das particularidades nacionais, regionais e locais, dos corpos intermédios e da autoridade, contra o colectivismo, o individualismo e o racionalismo político —, o conservadorismo tem assumido diferentes variantes de país para país, até pela sua rejeição dos modelos universalistas. Frequentemente, é feita uma contraposição entre o conservadorismo anglo-saxônico, mais liberal, e o conservadorismo continental, mais autoritário e estatizante.

### Alemanha

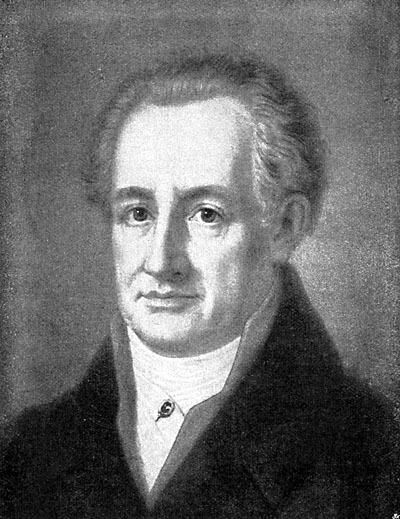
Johann Wolfgang Goethe

No princípio do século XIX, as tendências conservadoras na Alemanha podem ser encontradas nos autores da Escola Histórica do Direito, como Friedrich Carl von Savigny. Essa escola de pensamento (inspirada, entre outros, por Burke e de Maistre) considerava que as instituições só poderiam ser entendidas enquanto produto de desenvolvimento histórico e da continuidade ao longo dos séculos. Um exemplo dessas teses foi a oposição de Savigny à ideia de criar um "Código Civil" para a Alemanha (à maneira francesa) argumentando que não se poderia substituir o conjunto de leis produto de séculos de história por um único código legal. Entre outros pensadores dessa escola, temos também Adam Müller (1779-1829) e, décadas mais tarde, Otto von Gierke (1841-1921), estudiosos das leis e instituições medievais, e defensores do papel e importância das associações e corpos intermédios, por oposição ao individualismo do jusnaturalismo racionalista.
O pangermanismo e a unificação alemã acabaram por ser largamente feitos sob predomínio conservador (através de políticos como Bismarck ou intelectuais como Heinrich von Treitschke) — na Alemanha unificada sob o poder da dinastia Hohenzollern, a aristocracia prussiana tradicional (Junkers) continuará a deter poder considerável, expressando-se politicamente através do Partido Conservador Alemão, proteccionista, pró-monarquia, anti-sufrágio universal directo, contra o reforço dos poderes do parlamento (Reichstag) e ocasionalmente antissemita; paralelamente a este havia também o Partido Conservador Livre, com posições semelhantes a nível dos sistema político, mas mais liberal na economia e mais próximo de alguns sectores de industriais. Após a queda da monarquia estes partidos fundiram-se no Partido Popular Nacional Alemão (DNVP), oposto à República de Weimar.
Face à derrota na I Guerra Mundial e à crise social e política que se seguiu, surge um grupo de intelectuais identificado como a "Revolução Conservadora" (Moeller van den Bruck, Ernst Junger, Edgar Jung, Oswald Spengler, etc.), radicalmente opostos ao novo regime parlamentar-liberal e ao Tratado de Versalhes e defendendo uma síntese entre o conservadorismo e o socialismo — um "socialismo alemão" que, ao contrário do marxista, não se basearia no materialismo e na luta de classes, mas sim na solidariedade entre as classes e nas tradições prussianas de disciplina e autoridade (aliás, já antes Bismark havia tentado conciliar o conservadorismo com as reivindicações sociais, com políticas que deram início ao Estado de Bem-Estar, ver: Modernização conservadora).
A partir de 1931 o DNVP radicaliza as suas posições e entra numa aliança com os Nacionais-Socialistas, acabando por ser forçado a se "auto"-dissolver após a subida de Hitler ao poder; no III Reich, também os "conservadores revolucionários" — apesar de algumas semelhanças entre as suas ideias e as dos nazis — são marginalizados: Edgar Jung é morto pelas SS, as obras de Spengler e Ernst Junger censuradas. Ainda que afastados do poder, os sectores conservadores continuaram influentes entre os oficiais do exército, tendo sido os principais autores do falhado golpe de Julho de 1944 de Stauffenberg contra Hitler.
Após a II Guerra Mundial, os velhos partidos conservadores não se reconstituíram, vindo esse espaço a ser ocupado pelos partidos democrata-cristãos União Democrata-Cristã e União Social-Cristã.
Mais recentemente, o trabalho do líder conservador da União Democrata Cristã e Chanceler Helmut Kohl ajudou a trazer a reunificação alemã, junto com a integração europeia mais estreita na forma do Tratado de Maastricht.
Hoje, o conservadorismo alemão é frequentemente associado a políticos como a chanceler Angela Merkel, cujo mandato foi marcado por tentativas de salvar a moeda comum europeia (euro) da morte. Os conservadores alemães estão divididos sob Merkel devido à crise de refugiados na Alemanha e muitos conservadores na CDU / CSU se opõem às políticas de refugiados e migrantes desenvolvidas sob Merkel.

### Brasil

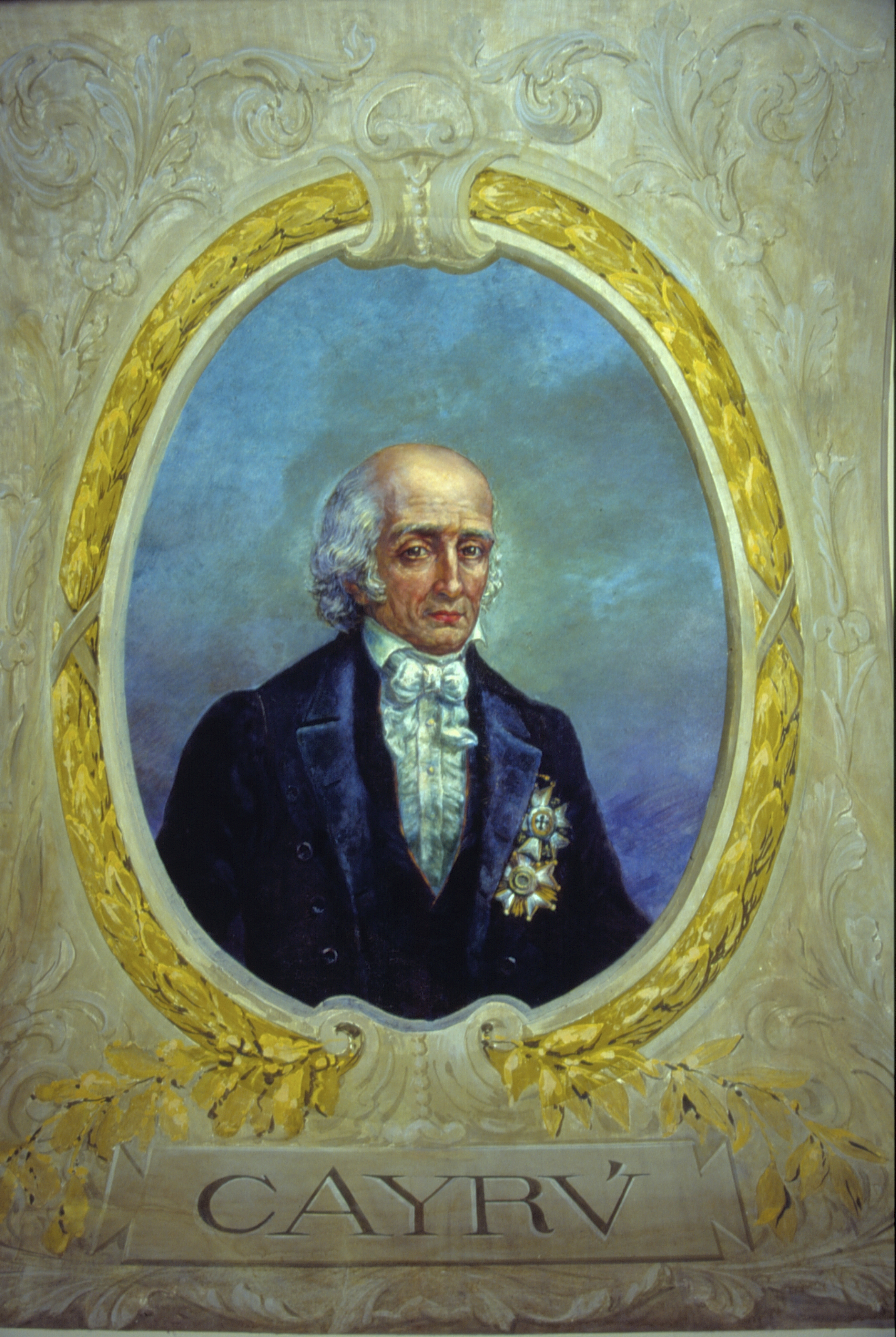
Retrato do Visconde de Cairu

#### Intelectuais
O conservadorismo brasileiro esteve presente desde os primórdios do país. O Visconde de Cairu, ainda no início do século XIX, foi um dos primeiros e principais divulgadores e tradutores das obras de Adam Smith e Edmund Burke no Brasil.
Bernardo Pereira de Vasconcelos, fundador do Partido Conservador e organizador do movimento denominado "Regresso", forjou, na década de 1830, um modelo político que erradicou as guerras civis e ajudou a pôr, afinal, o Estado nacional brasileiro de pé. Denominado por Nabuco como "gigante intelectual", Vasconcelos teve contato com Burke, mas também bebeu argumentos "conservadores" em outros autores aparentados, como David Hume e Alexander Hamilton, nos quais recolheu argumentos favoráveis à centralização e que não podiam ser acusados de absolutistas.
Ruy Barbosa defendeu a criação de um "partido conservador republicano" capaz de resguardar os "interesses conservadores, e considerar o abismo, que separa demagogos de democratas, e jacobinos de republicanos. O espírito jacobino é a negação do verdadeiro espírito republicano".
Em torno da metade do século XX, surgiram importantes acadêmicos e intelectuais conservadores brasileiros, como o sociólogo Gilberto Freyre, o jornalista e político Carlos Lacerda e o jurista Miguel Reale, dentre outros.
O escritor e jornalista Paulo Francis anunciou sua mudança para a política conservadora após o final da ditadura. “Cheguei à conclusão de que capitalismo num país rico é opcional. Num país pobre, no tipo de economia inter-relacionada de hoje, a suposta saída que se propõe no Brasil de o Estado assumir e administrar leva à perpetuação do atraso” — disse Francis.
No âmbito cultural, o professor Wilson Martins foi um importante expoente conservador em seu papel de crítico literário. Crítico do multiculturalismo, do relativismo e da literatura engajada — que dizia colocar toda e qualquer obra em pé de igualdade — para ele o cânone literário (clássicos da literatura) era melhor tábua de comparação disponível.
O historiador mineiro João Camilo de Oliveira Torres, também conservador, escreveu memoráveis obras sobre o período do Império do Brasil, tais como Formação do federalismo no Brasil (1961) e Os construtores do Império (1968).
Outros intelectuais do mesmo período que divulgaram de alguma forma o conservadorismo foram o poeta Bruno Tolentino e o filósofo Gustavo Corção.

#### Partidos
O Partido Conservador no Brasil surgiu em 1836, a partir do antigo Partido Restaurador ("Caramuru"), e em oposição às reformas da regência do padre Feijó. A principal realização do partido foi a Abolição da Escravatura e com ela a supressão do seu tráfico. Sob a gestão de Eusébio de Queiroz surge a Lei do Ventre Livre, de 1871, a Lei dos Sexagenários, e finalmente sob a orientação do conservador João Alfredo Correia de Oliveira a Lei Áurea. Agrupando os grandes proprietários rurais, os ricos comerciantes e os altos funcionários do governo, e tendo a sua maior força no Nordeste, dissolveu-se com a proclamação da república, em 1889.
Na República Velha (1889-1930), os partidos políticos eram organizações regionais, existindo um Partido Republicano em cada estado, cada um tendo estatutos e direções próprias, como por exemplo o Partido Republicano Paulista e o Partido Republicano Mineiro entre outros. Os ex-presidentes Rodrigues Alves e Afonso Pena, eleitos por estes partidos haviam sido membros do Partido Conservador do Império antes da proclamação da república. A maior parte dos partidos republicanos regionais dirigiu os governos estaduais no período de 1889 a 1930. Muitos políticos, tanto liberais quanto conservadores, se filiavam a estes partidos não por ideologia política mas puramente por localização geográfica. A "Política dos Governadores" acabou por desestimular a formação de agremiações nacionais. Pinheiro Machado, com a sua ampla visão política, adiantou-se no seu tempo ao fundar um partido político nacional, o Partido Republicano Conservador (PRC). Seus principais representantes foram o próprio Pinheiro Machado e Hermes da Fonseca, eleito presidente da República de 1910 a 1914. Como todos os partidos políticos, o PRC se esvaziou a partir de 1916 com a morte de Pinheiro Machado. Foi extinto durante a Revolução de 1930.
No período pós-Revolução de 1930, até o advento do Estado Novo, manteve-se o sistema de partidos estaduais, com alguma maior fragmentação e representatividade dos partidos oposicionistas, todos de caráter estadual. A implantação do Estado Novo causou a dissolução de todos os partidos políticos remanescentes à época. Somente após o fim de tal regime em 1945 que partidos políticos voltaram a atuar.
A tradição conservadora no Brasil rendeu a organização TFP, organizada por Plinio Corrêa de Oliveira.
A União Democrática Nacional (UDN) foi um partido político brasileiro fundado em 7 de abril de 1945, frontalmente opositor às políticas e à figura de Getúlio Vargas e de orientação conservadora. Seu lema era uma frase apócrifa de Thomas Jefferson — "O preço da liberdade é a eterna vigilância" — e seu símbolo era uma tocha acesa. O partido detinha forte apoio das classes médias urbanas e de alguns setores da elite.
Concorreu às eleições presidenciais de 1945, 1950, e de 1955 postulando o brigadeiro Eduardo Gomes nas duas primeiras e o general Juarez Távora na última, perdendo nas três ocasiões. Em 1960, apoiou Jânio Quadros (que não era filiado à UDN), obtendo assim uma vitória histórica. Até às eleições parlamentares de 1962, a UDN era a segunda maior bancada do Congresso Nacional, atrás apenas da bancada do centrista Partido Social Democrático. Nesse ano, o Partido Trabalhista Brasileiro, que era, entre os grandes partidos de então, o mais à esquerda, tomou este segundo lugar da UDN. Como todos os demais partidos, a UDN foi extinta pelo governo militar que assumiu o poder em 1964, através do Ato Institucional Número Dois.
Após o Golpe militar de 1964, muitos quadros da UDN migraram para a ARENA, Aliança Renovadora Nacional. No entanto, sua principal liderança, o jornalista Carlos Lacerda, apesar de ter sido um dos líderes civis do golpe, voltou-se contra ele em 1966, com a prorrogação do mandato do presidente Castelo Branco. Segundo Lacerda, a prorrogação do mandato de Castelo Branco levaria à consolidação do governo revolucionário numa ditadura militar no Brasil, o que realmente aconteceu.
Fundada em 4 de abril de 1966, a ARENA era um partido político predominantemente conservador. A sua criação se deu em decorrência do Ato Institucional Número Dois, de 27 de outubro de 1965, e do Ato Complementar n.º 4, de 20 de novembro de 1965. Ambos foram baixados pelo regime militar e terminaram com o pluripartidarismo existente no Brasil. Seus membros e eleitores eram chamados de "arenistas".
Em 1979 ocorre o retorno do multipartidarismo, o que levou a ARENA a ser rebatizada Partido Democrático Social (PDS). Mais tarde, um grupo de políticos do PDS abandonou o partido e formou a "Frente Liberal", a qual, depois, tornou-se o Partido da Frente Liberal (PFL), atual Democratas (DEM). Isso ocorreu devido a desavenças internas que surgiram após o PDS, em Convenção Nacional, escolher Paulo Maluf como candidato  à presidência da República. Com o apoio do PFL, Tancredo Neves, principal concorrente de Paulo Maluf naquela eleição, foi eleito Presidente da República. O PDS, posteriormente, mudou o seu nome para Partido Progressista Renovador (PPR), e depois para Partido Progressista Brasileiro (PPB), que hoje se chama Progressistas (PP).
Fundado em 1990, o Partido de Reedificação da Ordem Nacional, ou simplesmente PRONA foi definido por parte da mídia como conservador. Foi fundado e presidido pelo médico cardiologista, e deputado federal, Enéas Carneiro. Deputado federal recordista de votos, com mais de 1,5 milhão de votos em 2002, pelo estado de São Paulo, o fundador, Enéas Carneiro, tornou-se famoso pela sua forma de expressão contundente e aos brados. Em 21 de dezembro de 2006 foi anunciada a fusão do PRONA com outra sigla, o Partido Liberal (PL). Assim foi criado o Partido da República (PR).
Atualmente no Brasil, os partidos do centrão (apesar do nome), constituem um agrupamento de siglas de orientação conservadora, (porém tem posições vagas e genéricas ) geralmente composto por parlamentares do "baixo clero" que atuam em todas as gestões, mediando pautas e muitas vezes de modo fisiológico: Republicanos, os Progressistas, o Partido Social Cristão, Partido Liberal, Patriota, dentre outros.. Existem ainda partidos de onda conservadora que não compõe um centrão, como o Partido Renovador Trabalhista Brasileiro, contudo, no quadro atual pode-se afirmar que a direita tradicional não possui um partido, em virtude da fusão do PSL com o DEM. Há partidos como o PSDB e o MDB que são comumente confundidos como partidos de viés conservador, todavia são partidos do centro (de orientação centrista, não integrando o conservador centrão ), enquanto o Partido dos Trabalhadores é o que menos tem a simpatia deste grupo. Nas eleições presidenciais de 2014 houve presidenciáveis como Pastor Everaldo (PSC), Levy Fidélix (PRTB) e Denise Abreu (que foi pré-candidata do Partido Ecológico Nacional para a presidência da república em 2014.) Porém, alguns jornalistas já afirmaram que não existia, naquele momento, no país, nenhum partido político verdadeiramente de direita; no entanto, a pesquisadora Frances Hagopian do Centro de Estudos David Rockefeller afirmou que o PSDB, apesar de utilizar retórica de esquerda, é um partido que implementa programas associados à direita política — e avalia que os tucanos precisam assumir-se como um partido de centro-direita. Atualmente, o Partido Liberal (PL) e Republicanos são alguns dos partidos que se caracterizam como partidos alinhados aos princípios conservadores de direita ou centro-direita no Brasil.

#### Conservadores contemporâneos
Alguns dos principais representantes do atual pensamento conservador brasileiro são José Osvaldo de Meira Penna, Luiz Felipe Pondé, , João Mellão Neto, e Percival Puggina.

### Estados Unidos da América

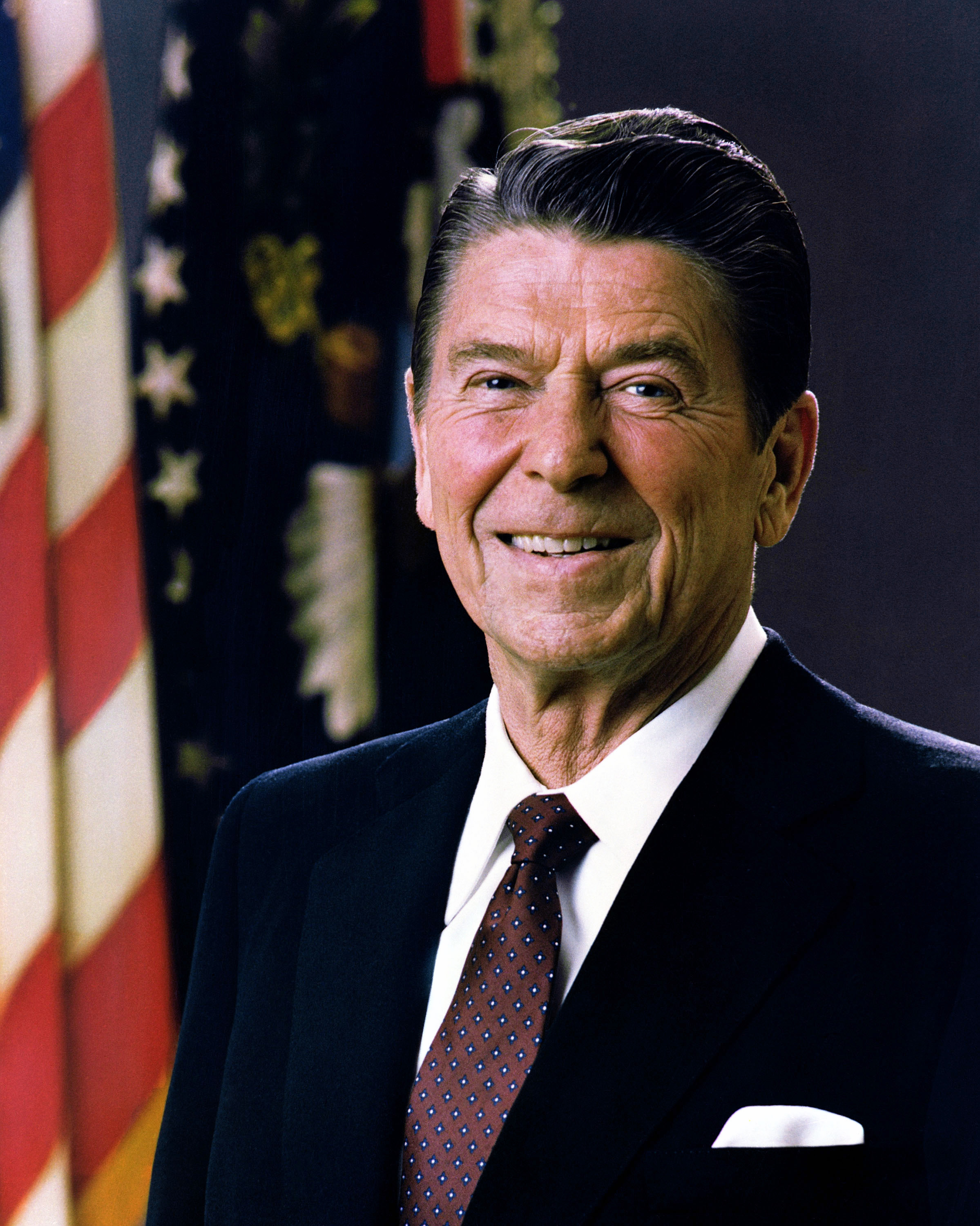
Ronald Reagan foi uma importante figura da direita moderna.

Embora o actual movimento conservador nos EUA tenha surgido largamente nos anos 1950, Russel Kirk traçou, em The Conservative Mind, uma história do pensamento conservador norte-americano, começando nos Federalistas como John Adams, Alexander Hamilton e Fischer Ames (defensores de um governo federal forte e do papel das elites e críticos da Revolução Francesa e do populismo agrário jeffersoniano), e passando por vários autores, como os tradicionalistas sulistas (como John C. Calhoun) ou os "novos humanistas". É frequente entre os autores conservadores considerar a Revolução Americana como "conservadora", por ter sido feita pelos colonos em nome dos seus direitos tradicionais como cidadãos ingleses (que alegadamente estariam a ser violados pelo rei) e não em nome de supostos direitos abstractos universais (como em França).
O moderno conservadorismo norte-americano começou a afirmar-se com a publicação de obras como Ideas have Consequences (1948), de Richard Weaver, God and Man at Yale (1951), de William F. Buckley Jr., The Conservative Mind (1953), de Kirk, ou Quest for Community (1953), de Robert Nisbet e o aparecimento da National Review (1955) (ou, noutro plano e mais radical que os anteriores, da John Birch Society em 1958). Esse conservadorismo tem sido dominado pelo que o editor da National Review Frank Meyer chamou de "fusionismo", isto é, a aliança entre os "tradicionalistas" (os conservadores burkeanos, defensores dos valores e instituições tradicionais), os "libertários" (defensores do mercado livre) e os defensores de uma política externa e militar forte de contenção do comunismo.
Essa aliança (com um programa de liberalismo económico, valores religiosos e familiares, "lei e ordem", patriotismo, reforço militar e defesa dos direitos dos Estados e comunidades locais face ao Estado federal) conseguiu controlar o Partido Republicano, primeiro em 1964 com Barry Goldwater e a partir de 1980 com Ronald Reagan e os candidatos e presidentes subsequentes; ao mesmo tempo a contestação dos anos 60 levou a que, por reacção, muitos indivíduos até então situados à esquerda se tenham virado para o conservadorismo — tal deu origem aos chamados neoconservadores, como Irving Kristol, que combinam posições "duras" em matéria de política externa e de moral e ordem pública (chegando inclusive — mesmo no caso de ateus como Irving Kristol — a apoiar doutrinas como o design inteligente com a intenção de evitar o caos social), com posições mais moderadas em matéria económica (já antes disso, muitos intelectuais conservadores tinham sido ex-comunistas, como Meyer).
Sendo o "fusionismo" o tom dominante do conservadorismo nos EUA (defendendo frequentemente posições que, segundo autores como Leo Ribuffo, seriam "no resto do mundo [chamadas] de liberalismo ou neoliberalismo"), tal aliança não tem sido isenta de tensões entre os seus constituintes, nomeadamente as polémicas entre neoconservadores e libertários: veja-se a oposição de  dos "libertários" a leis restritivas das liberdades civis (como o Patriot Act), e de tanto paleoconservadores como libertários à Guerra do Iraque.

### França

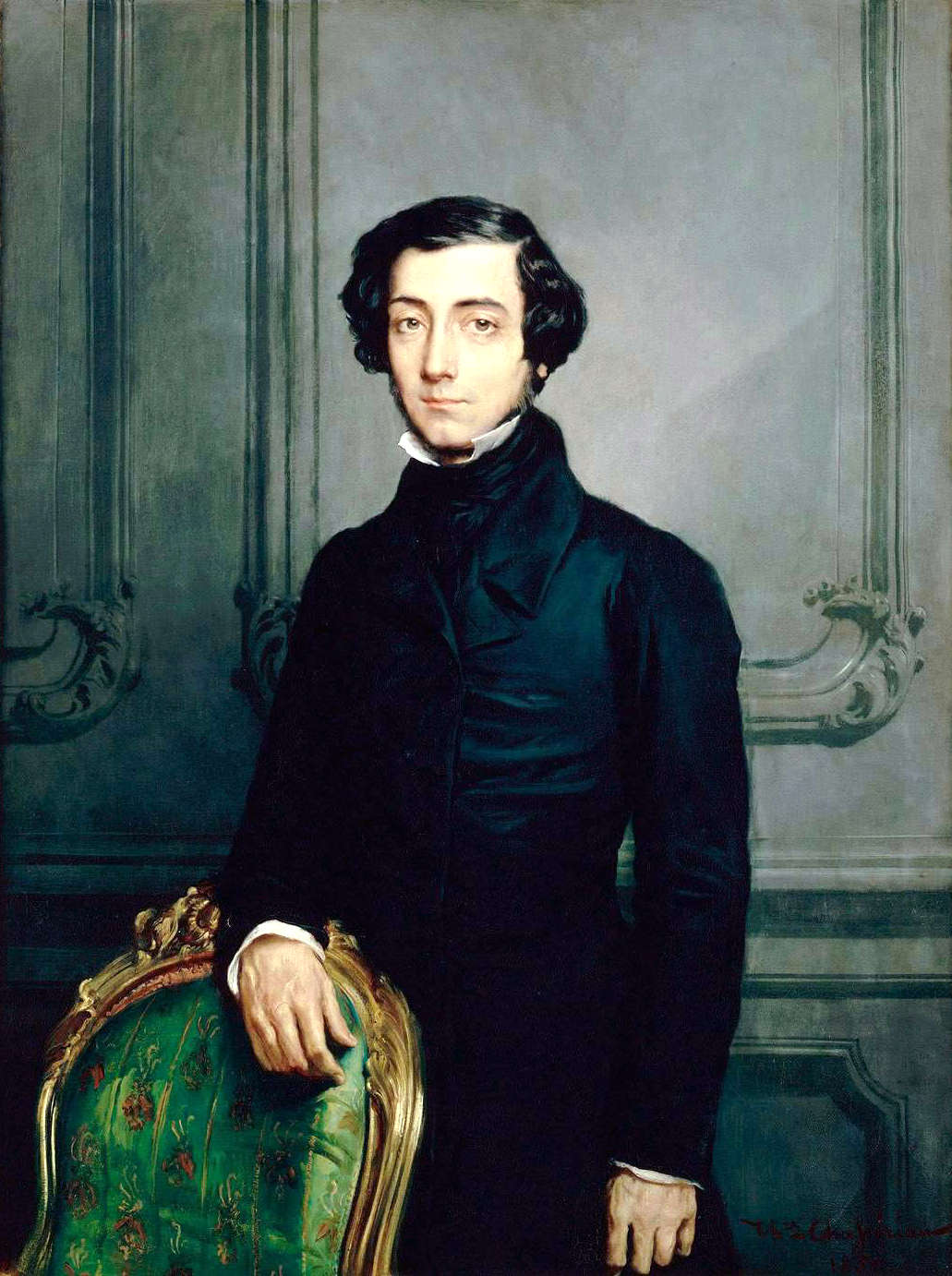
Alexis de Tocqueville

A Revolução Francesa suscitou a oposição de vários sectores, desde aristocratas a camponeses de regiões como a Vendeia. Entre os intelectuais da época que a ela se opuseram temos Rivarol, Louis de Bonald e o saboiano De Maistre.
Após a Restauração, Bonald e De Maistre irão ser os principais ideólogos da facção tradicionalista / "ultra", defendendo o absolutismo real, a teocracia católica, a ordem hierárquica da sociedade e o primado da experiência e da História sobre a razão abstracta como base para a política.
Nessa altura, é editado o jornal Le Conservateur, dirigido por Chateaubriand, que funciona como órgão dos ultras (à época a facção dominante no Parlamento).
Após as revoluções de 1830 e 1848, o tradicionalismo francês vai-se aproximando de outros temas que não o legitimismo monárquico — uma corrente, representada por figuras como Lamennais, Le Play ou Albert de Mun, segue a linha do "catolicismo social", atacando os problemas sociais associados à Revolução Industrial e propondo soluções de tipo paternalista e por vezes autoritário.
Por outro lado, a partir de 1870 outra facção tradicionalista foi fortemente influenciada pelo positivismo de Auguste Comte — Taine e Renan, que usam o determinismo positivista para criticar a democracia e valorizar o papel das elites, nomeadamente as "elites da inteligência" (propondo reformas como o sufrágio indireto, o bicameralismo e a descentralização, com o reforço do papel dos municípios, sociedades científicas, colectividades de beneficência, etc.); e os seus discípulos Maurice Barrés e Charles Maurras, que serão os fundadores do moderno nacionalismo francês.
Maurras, na sua Action Française, tenta uma síntese entre o tradicionalismo monárquico, o positivismo e o nacionalismo, defendendo, já não a partir do "direito divino dos reis", mas supostamente com base na ciência, uma monarquia tradicional, antiparlamentar e descentralizada (tanto no sentido do municipalismo, como no da restauração das corporações profissionais). Essas ideias foram uma das inspirações do neotradicionalismo francês dos anos 30 (que preconizava uma "Nova Ordem" alternativa ao capitalismo e ao socialismo) e também do regime de Vichy (embora também de sectores da resistência).
Paralelamente à tradição autoritária (largamente reduzida à marginalidade após a II Guerra Mundial, até por ser associada ao colaboracionismo), existe em França um conservadorismo liberal, representado por figuras como Tocqueville, Bertrand de Jouvenel ou Raymond Aron. Entre os temas tradicionais desse conservadorismo liberal, estão a defesa da descentralização, do municipalismo e das associações como contrapeso ao poder do Estado e a ideia de que as dificuldades da liberdade em França derivam da democracia não ter surgido de uma transição gradual da sociedade aristocrática (como em Inglaterra), mas de uma transição revolucionária a partir do absolutismo (tese presente, p. ex., em Tocqueville e Aron).
Hoje em dia, o principal movimento conservador em França é o movimento gaulista, que é representado na política francesa pelo partido Os Republicanos, que não deriva do conservadorismo tradicional francês, mas sim da tradição bonapartista, tendo surgido após a II Guerra Mundial reunindo pessoas de várias origens em torno da figura do general De Gaulle. Uma das principais figuras conservadoras na história recente da França é o ex-presidente Nicolas Sarkozy. Por fim, os conservadores franceses adicionaram gaullismo, patriotismo e nacionalismo à lista de valores tradicionais que defendem. Os conservadores foram os primeiros a abraçar o nacionalismo, que antes era associado ao liberalismo e à Revolução.

### Itália
Na Itália, que foi unificada por liberais e radicais (Risorgimento), os liberais, não os conservadores, emergiram como o partido da direita. Após a Segunda Guerra Mundial, na Itália, os partidos conservadores foram representados principalmente pelo partido Democracia Cristã (DC), cujo governo formou a fundação da República até a dissolução do partido em 1994. Oficialmente, a DC recusava a ideologia do conservadorismo, mas em muitos aspectos, por exemplo em relação a valores familiares, era um típico partido social conservador.
Em 1994, o magnata da mídia e empresário Silvio Berlusconi fundou o partido conservador liberal Forza Italia (FI). Berlusconi ganhou três eleições em 1994, 2001 e 2008, governando o país por quase dez anos como presidente do conselho de ministros. Forza Italia formou uma coalizão com o partido de direita regional Lega Nord enquanto estava no governo.
Além de FI, as ideias conservadoras também passaram a ser expressas principalmente pelo partido Novo Centro-direita, que foi liderado por Angelino Alfano e dissolvido em 2017. Berlusconi formou um novo partido, que é um renascimento da Forza Italia, assim fundando um novo movimento conservador.

### Reino Unido

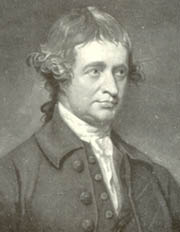
Edmund Burke

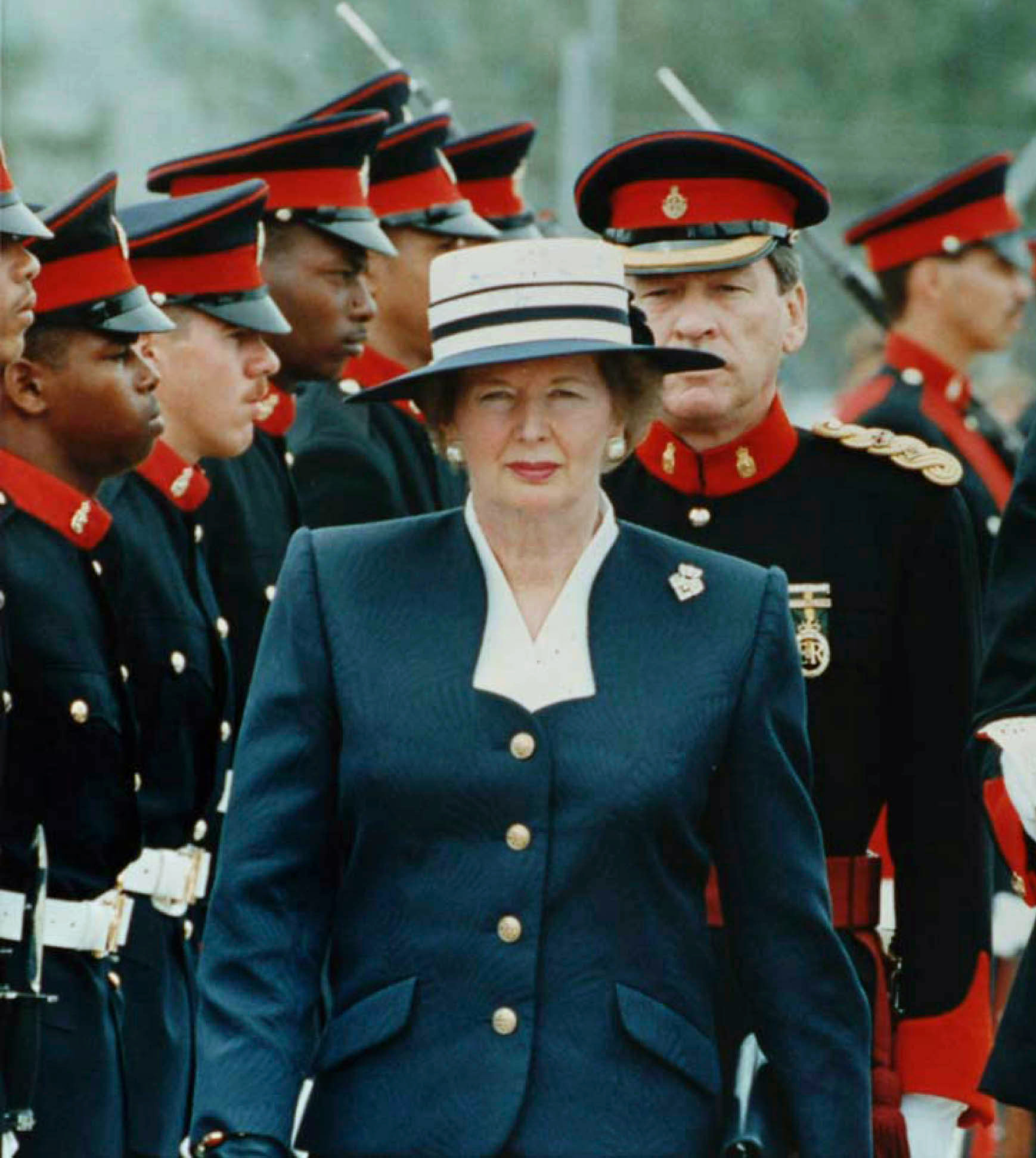
Margaret Thatcher revistando as tropas Militares do Reino Unido.

O conservadorismo britânico deriva largamente de Edmund Burke e da sua obra "Reflexões sobre a Revolução na França" (1790), onde este defende que as constituições não devem ser o produto da razão abstracta (como as francesas) mas sim de uma lenta evolução histórica (como a constituição inglesa), considerando a sociedade como sendo não apenas um contrato entre os vivos, "mas entre os vivos, os mortos e os que estão por nascer".
Contra "a Liberdade" proclamada pela Revolução como um absoluto, Burke faz a defesa das liberdades, das prerrogativas particulares e tradicionais dos diversos grupos sociais e locais, que se equilibravam mutuamente na ordem pré-revolucionária.
Durante o século XIX, o conservadorismo britânico, inspirado por pensadores como Samuel Coleridge, Thomas Carlyle, Henry Maine, etc. desenvolve-se como o partido da aristocracia tradicional, em volta de temas como a desconfiança face à democracia, à defesa da Câmara dos Lordes e uma certa nostalgia pela Inglaterra pré-industrial. No entanto, sob a liderança de Benjamin Disraeli moderniza-se, adotando os princípios democráticos e passando a ter a defesa do "Império" como grande bandeira, contra a desconfiança dos liberais perante a expansão colonial. Disraeli, que concedeu o direito de voto aos operários urbanos, tentou dar um carácter social ao conservadorismo e torná-lo uma aliança entre a aristocracia e as classes populares.
Nas primeiras décadas do século XX, os conservadores têm como referência esses princípios — defesa da unidade do Império, oposição à autonomia irlandesa (que levou muitos liberais "unionistas", como Joseph Chamberlain, a se juntarem ao Partido Conservador), uma política comercial proteccionista (favorecendo o comércio com as colónias), etc., a que se junta uma posição fortemente anti-socialista, à medida que o Partido Trabalhista e o movimento sindical vão ganhando força.
Após a II Guerra Mundial, os conservadores adoptaram largamente a linha chamada de "One Nation Conservatism", aceitando uma versão moderada do Estado Social e algumas das nacionalizações realizadas pelos Trabalhistas. Margaret Thatcher, líder conservadora de 1975 a 1990 e primeira-ministra de 1979 a 1990, rompeu com essa prática, orientando o Partido Conservador para o liberalismo económico, numa direcção por vezes apresentada como contraditória com as origens do partido.
Em nível intelectual, o moderno conservadorismo britânico tem como referências autores como Michael Oakeshott (cuja obra centra-se na crítica ao racionalismo político) e Roger Scruton (que tem combatido ideias como o multiculturalismo, e também a influencia dos liberais económicos sobre os conservadores).

## Pensadores Conservadores

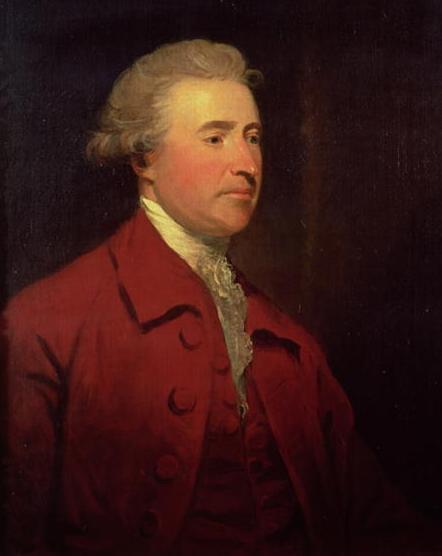
Edmund Burke
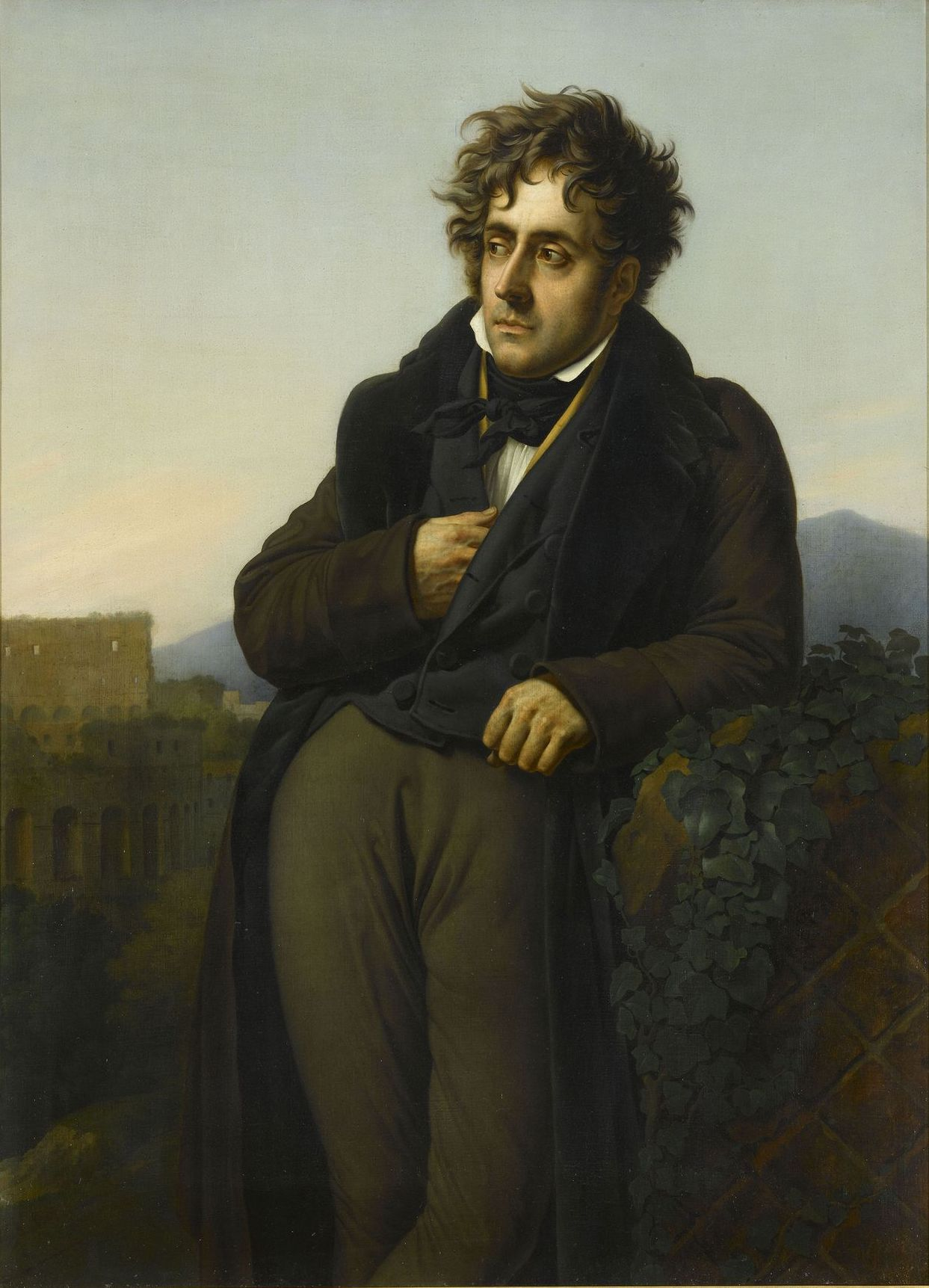
François-René de Chateaubriand
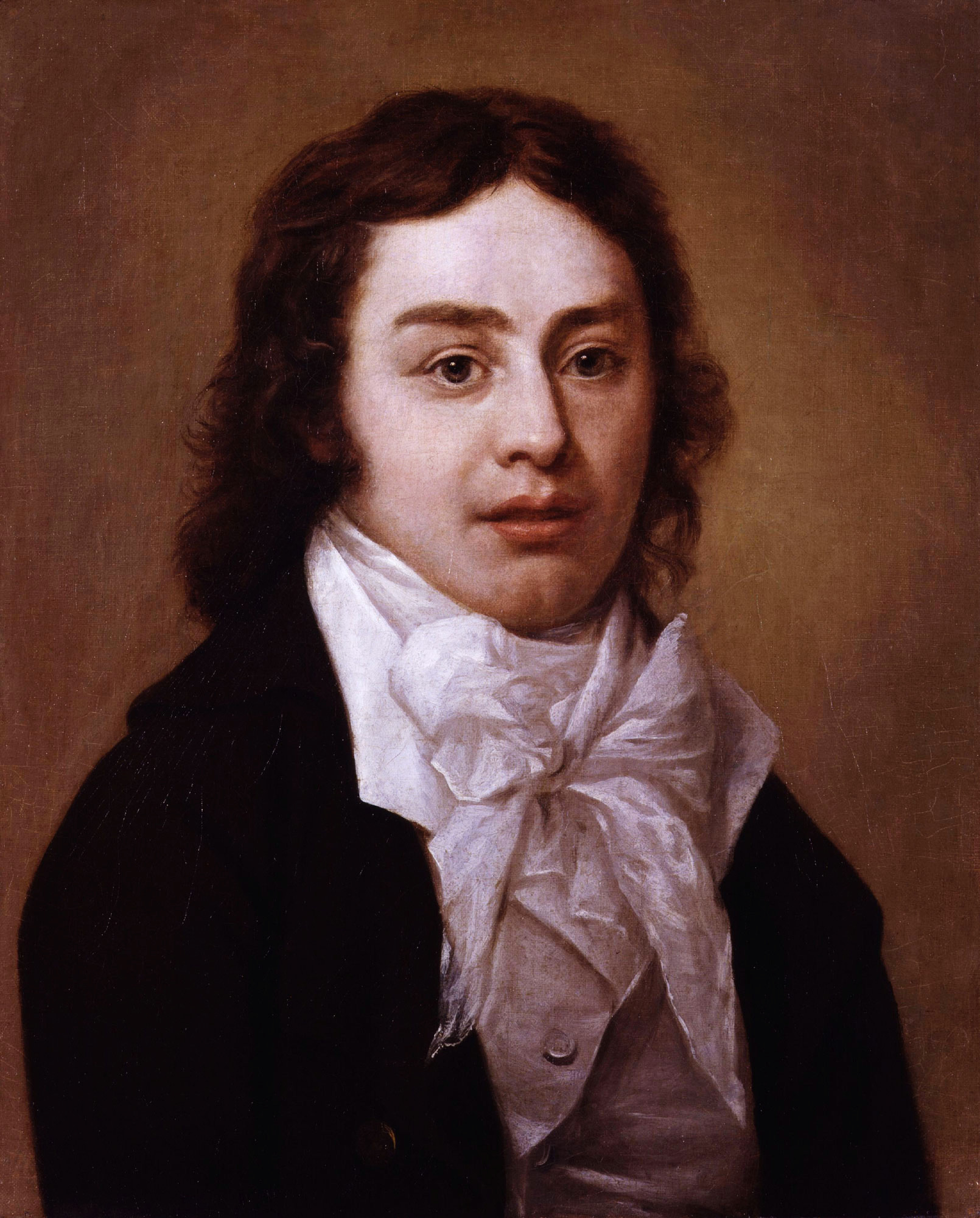
Samuel Taylor Coleridge
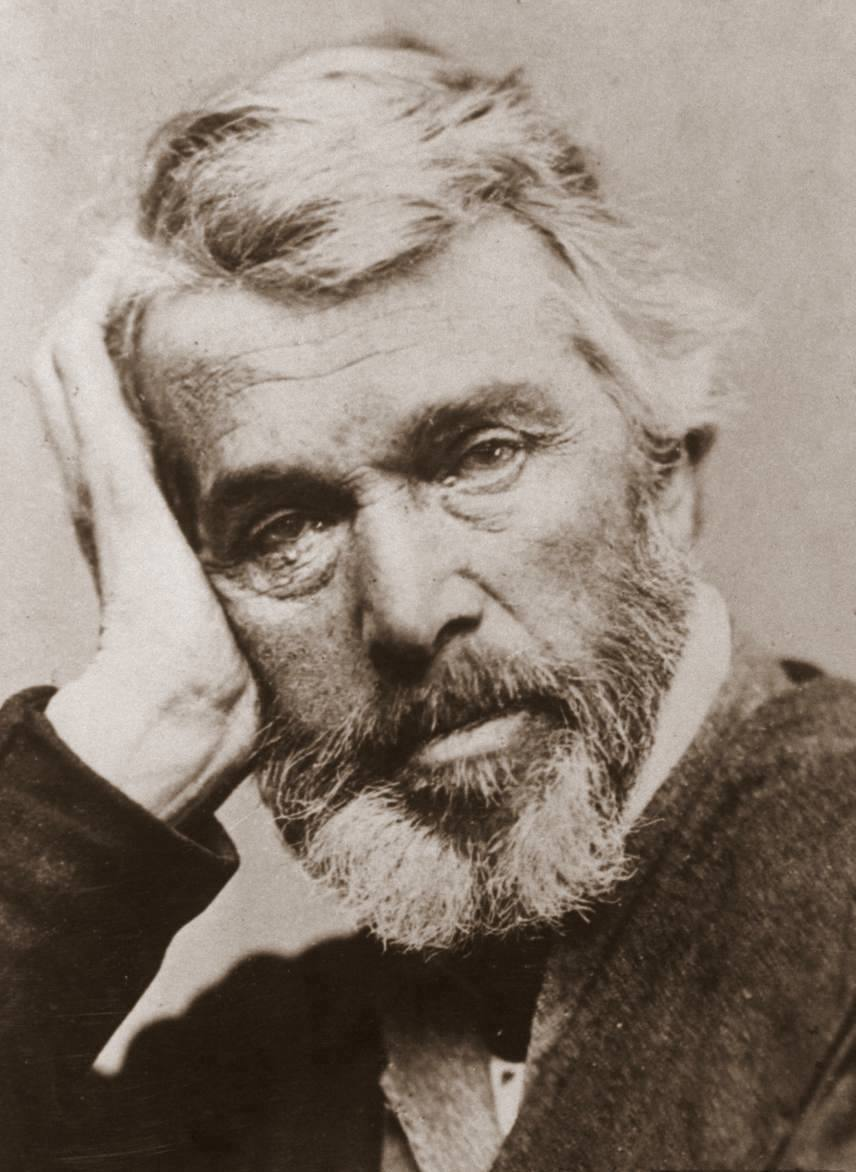
Thomas Carlyle
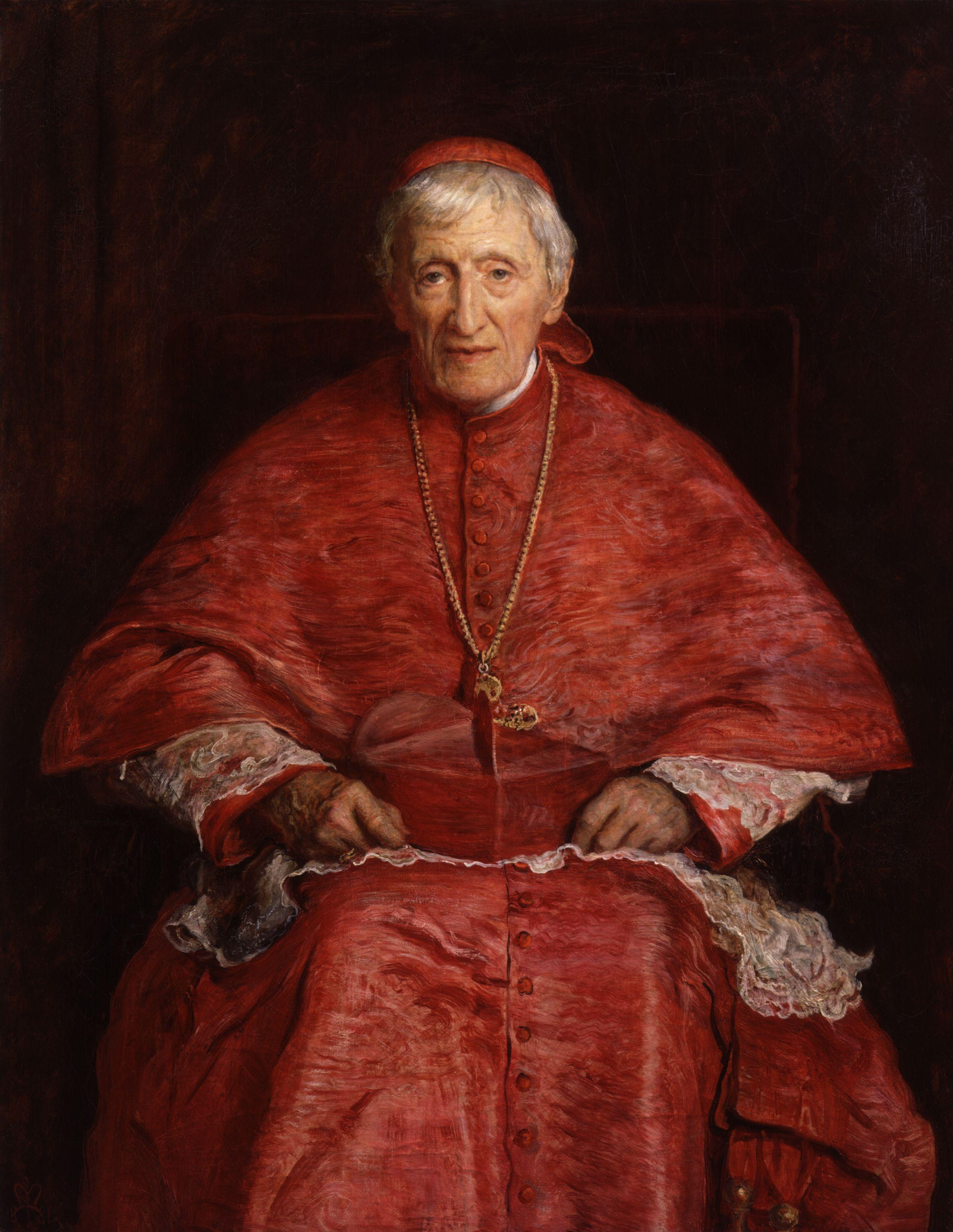
John Henry Newman
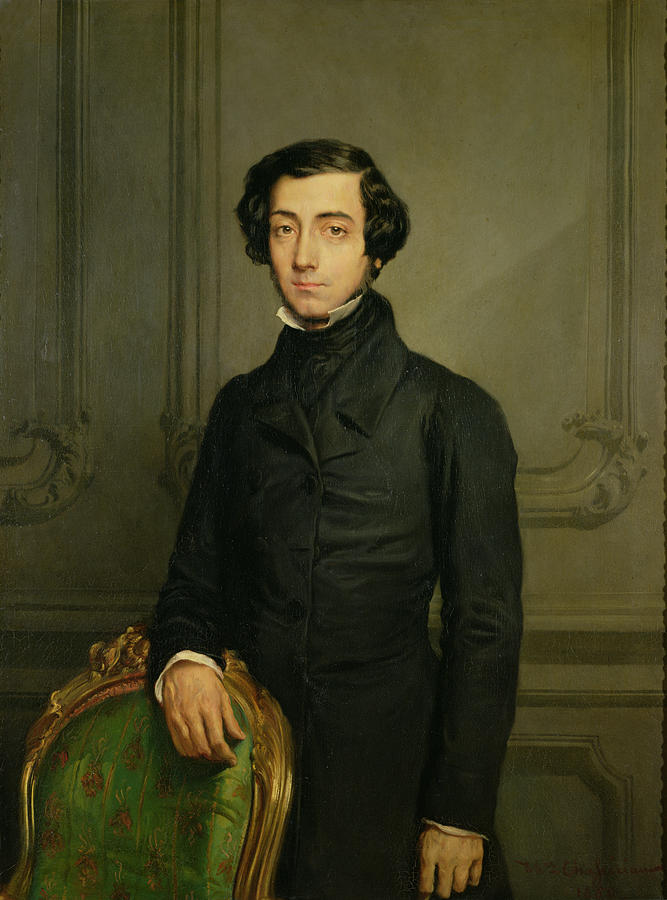
Alexis de Tocqueville
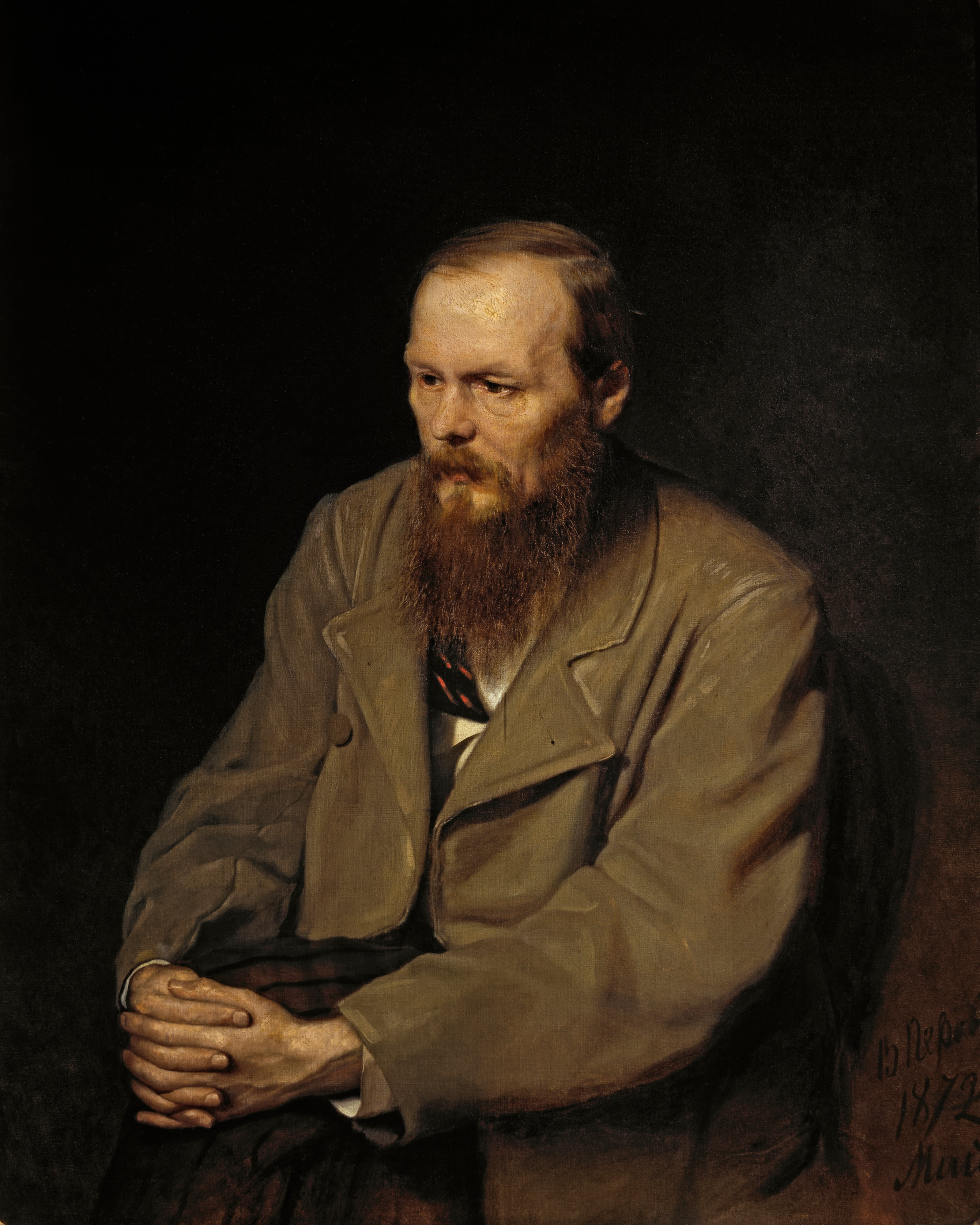
Fyodor Dostoevsky
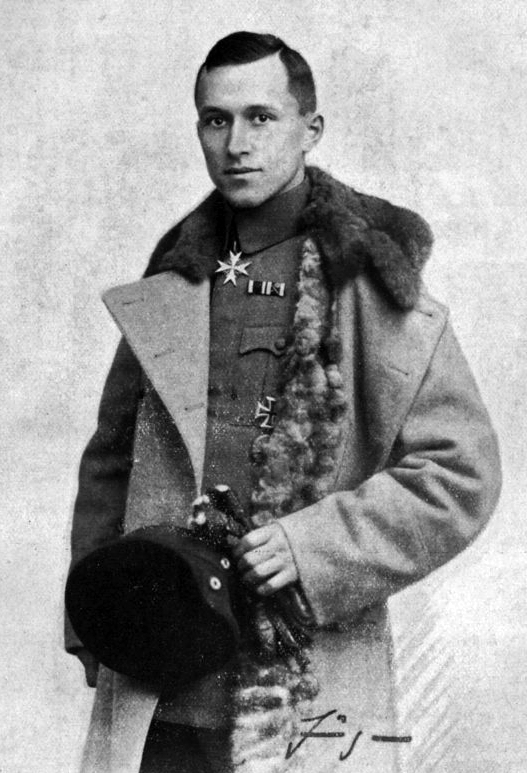
Ernst Jünger
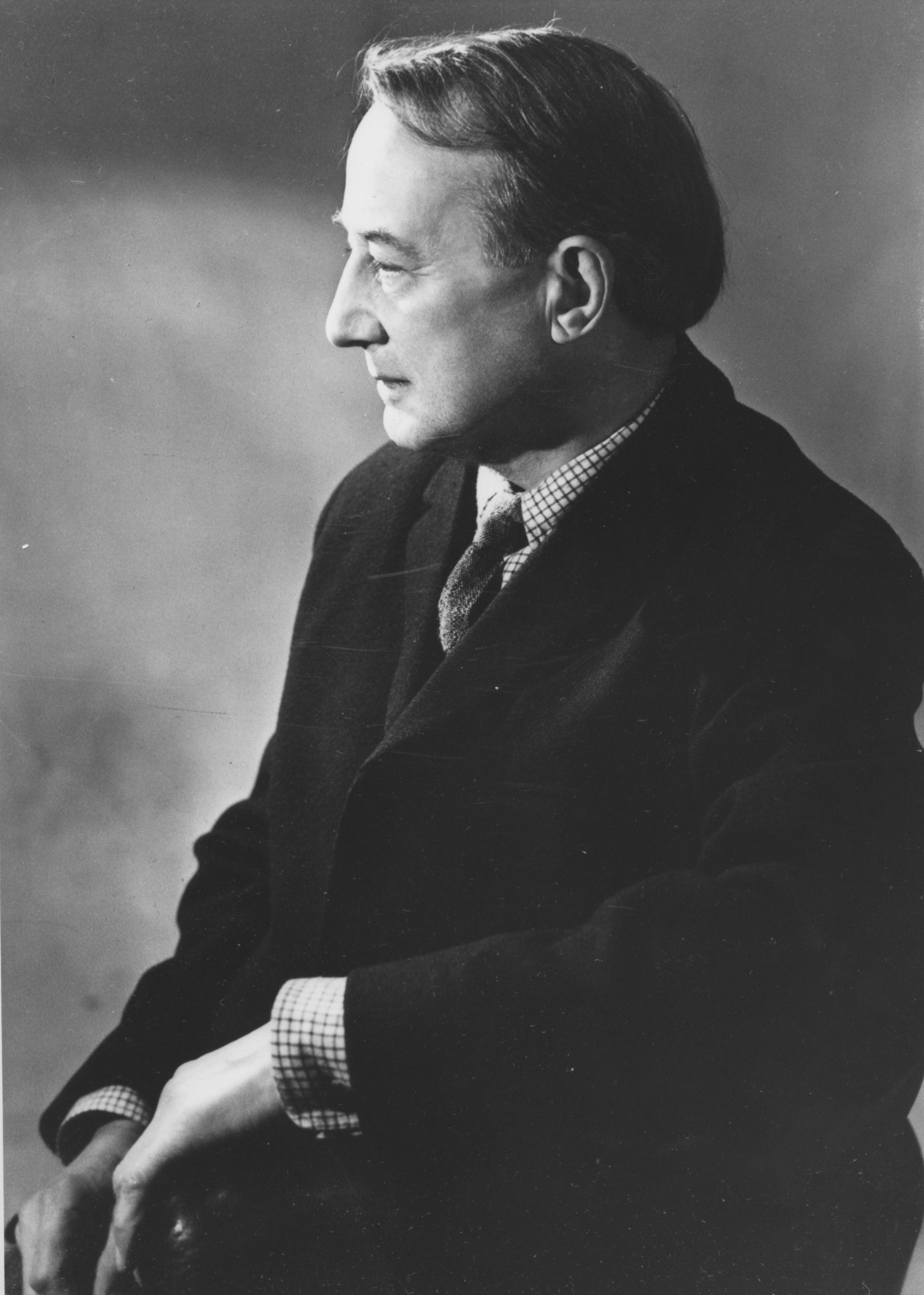
Michael Oakeshott
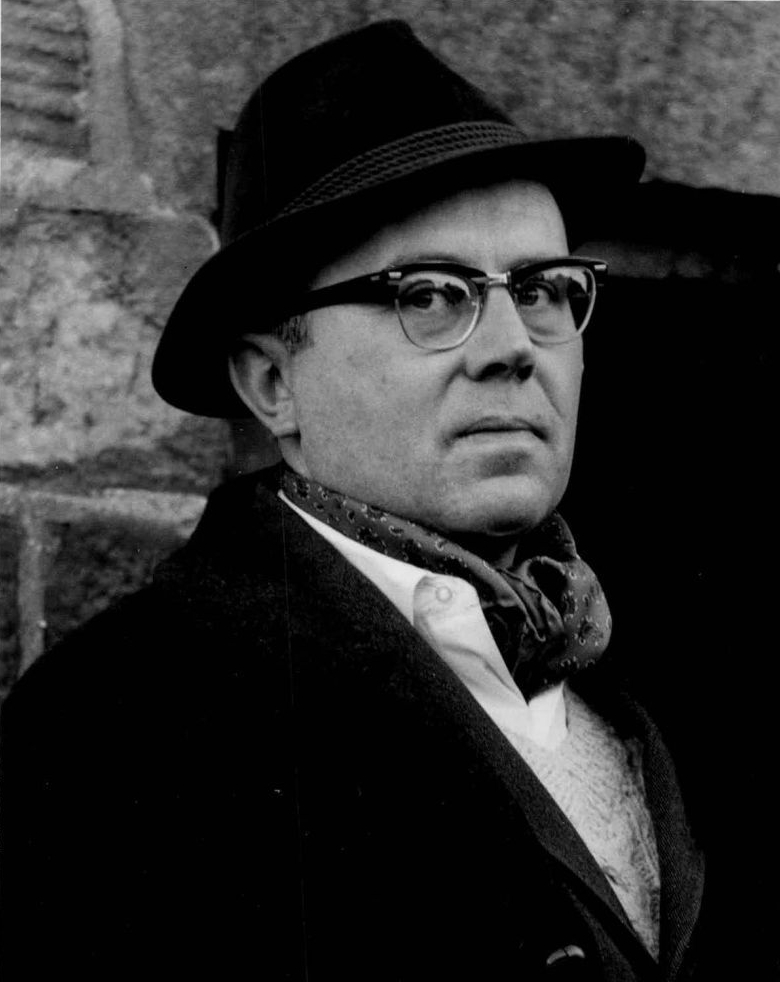
Russell Kirk
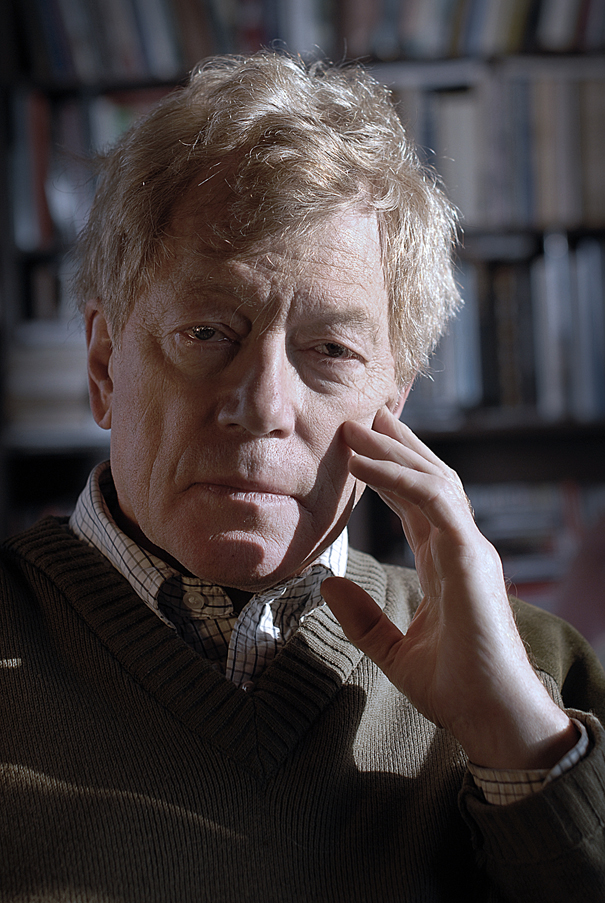
Roger Scruton
João Pereira Coutinho (jornalista)João Pereira Coutinho (jornalista)